# 里夫諾皮利亞 (切爾尼希夫區)
51°36′35″N 31°13′58″E / 51.60972°N 31.23278°E

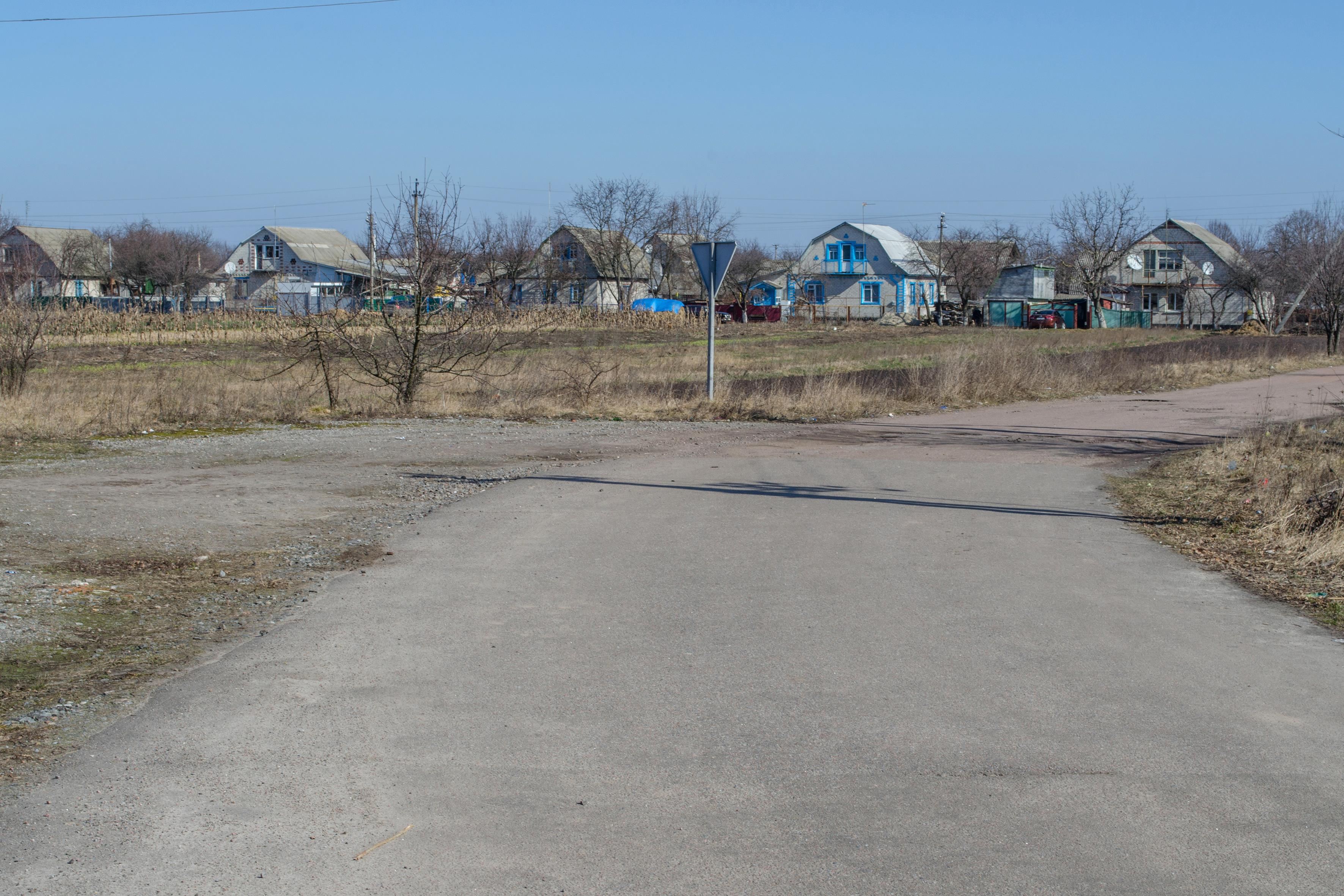

里夫諾皮利亞（烏克蘭語：Рівнопілля），是烏克蘭北部切爾尼希夫州切爾尼希夫區新比洛乌斯市镇的村落。始建於1967年，面積0.16平方公里，海拔高度144米，2001年人口580，人口密度每平方公里3,558.3人。